# Maria Teresa de Bourbon
Maria Teresa de Bourbon (em francês:  Marie Thérèse de Bourbon; 1 de fevereiro de 1666 – 22 de fevereiro de 1732) foi uma nobre francesa pertencente ao ramo de Condé da Casa de Bourbon sendo, por isso, Princesa de Sangue.
Foi também Rainha consorte (titular) da Polónia e Grã-Duquesa (titular) da Lituânia em 1697.

## Biografia
Maria Teresa de Bourbon, era filha de Henrique Júlio de Bourbon, Príncipe de Condé, e de sua mulher, a condessa palatina Ana Henriqueta de Simmern.
Nasceu no Hôtel de Condé em Paris, no dia 1 de fevereiro de 1666 , sendo conhecida desde o nascimento como Mademoiselle de Bourbon. Foi-lhe dado o nome em honra da rainha Maria Teresa de Espanha, a consorte de Luís XIV. Pelo lado do pai ela pertencia a um ramo cadete da Casa real de Bourbon e, pelo lado da mãe, à realeza Inglesa e à Casa de Nassau.
Estava planeado que ela viesse a casar com o príncipe italiano Emanuel Felisberto, Príncipe de Carignano mas, a 22 de janeiro de 1688, Maria Teresa casou com Francisco Luís, Príncipe de Conti, le Grand Conti , chefe da Casa de Conti, ramo cadete da Casa de Bourbon, na capela do Palácio de Versalhes.

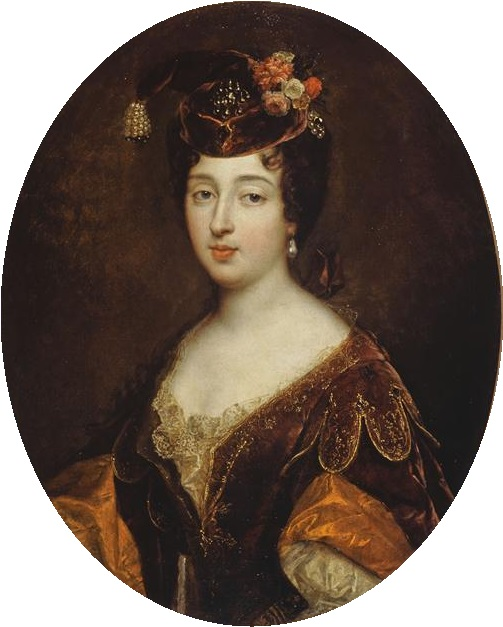
Maria Teresa de Bourbon

A noiva estava perdidamente apaixonada pelo marido, mas as atenções dele estavam noutro sítio. A Corte francesa conhecia bem a ligação do príncipe com a cunhada da sua mulher, Luísa Francisca de Bourbon, Duquesa de Bourbon; comentava-se também que ele tinha também tendências homossexuais  pelo que não dava muita atenção à mulher.
Maria Teresa tinha uma relação difícil com os seus filhos e, por isso, tinha uma vida pacata nas várias residências dos Conti, sobretudo em Château de L'Isle-Adam. Mais tarde, a família reaproximou-se após a morte do Príncipe de Conti. Maria Teresa era conhecida pela sua personalidade tranquila e piedosa, admirada por muitos cortesãos. Isabel Carlota do Palatinado, Duquesa viúva de Orleães e mãe do Regente Filipe de Orleães, escreveu sobre a viúva Maria Teresa:
Esta princesa é a única da Casa de Condé que serve para alguma coisa. Penso que deve ter algum sangue alemão nas suas veias. É pequena, pende para um dos lados mas não é corcunda. Tem olhos bonitos, tal como o pai; com esta exceção, ela não tem pretensões a ser bonita, mas é virtuosa e piedosa. O que sofreu à conta do seu marido valeu-lhe uma compaixão geral.

### Rainha da Polónia
Em 1697, Luís XIV ofereceu ao marido de Maria Teresa as Coroas do Reino da Polónia e do Grão-Ducado da Lituânia. O Príncipe de Conti viajou para a Polónia para aferir das suas possibilidades no seu novo reino, enquanto Maria Teresa permaneceu na França. Durante este período, ela foi considerada Rainha titular da Polónia, enquanto consorte do Rei. Com base nos votos da nobreza Polaca, o seu marido era o candidato mais popular, mas ao chegar a Gdańsk, encontrou Augusto II, o Forte já instalado no trono polaco-lituano e, assim, regressou a França.

### Princesa viúva

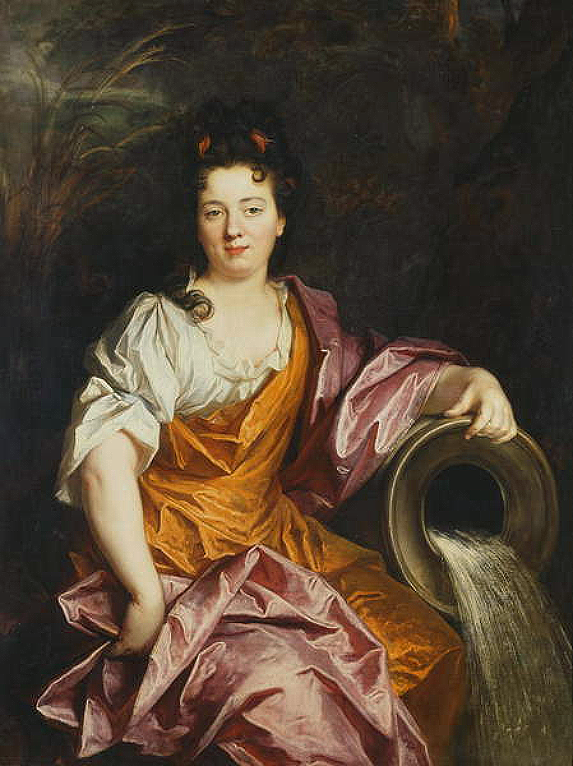
Retato de Maria Teresa de Bourbon, Princesa de Conti, por Nicolas de Largillière.

Em 1709, o seu marido morreu em Paris. Para distinguir cada uma das viúvas após a morte dos seus respetivos maridos, as princesas viúvas do ramo Conti receberam formalmente o título de Viúva precedido pelo número correspondente à ordem em que tinham sido consortes do chefe do ramo Bourbon-Conti, e.g., Madame la Princesse de Conti première douairière. Entre 1727 e 1732, havia três Princesas viúvas de Conti:
Após a morte do marido, ela voltou as suas atenções para a renovação das residências dos Conti, iniciando com o Hôtel de Conti (atualmente o Ministério do Artesanato), localizado em 80 rue de Lille, Paris 7eme. As obras de renovação foram entregues a Robert de Cotte, Premier Architecte du Roi.
Em 1713, a sua flha Maria Ana casou com Luís Henrique, Duque de Bourbon, Príncipe de Sangue, conhecido por Monsieur le Duc, filho da anterior amante do marido, Luísa Francisca de Bourbon, Princesa de Condé, No mesmo dia, numa cerimónia matrimonial dupla em Versalhes, o seu filho, o novo Príncipe de Conti, casou com outra filha da princesa de Condé, Luísa Isabel de Bourbon que, então, tomou o título que Maria Teresa tivera durante quase 30 anos.
Maria Teresa morreu a 22 de fevereiro de 1732 no Hôtel de Conti, provavelmente devido a sifilis que contraíra do seu marido. Foi sepultada na Igreja de Santo André des Arcs, em L'Isle-Adam.
Através da sua neta Louise Henriqueta de Bourbon-Conti, Duquesa Consorte de Orleães, que foi avó do rei Luís Filipe I de França, Maria Teresa é antepassado de vários monarcas europeus dos séculos XIX e XX.

## Casamento e descendência
Do seu casamento com Francisco Luís, Príncipe de Conti, Maria Teresa teve sete filhos:
1. Maria Ana de Bourbon (18 de abril de 1689 - 21 de março de 1720), casou-se com Luís Henrique, Duque de Bourbon, sem descendência.
2. Filho (18 de novembro de 1693 - 22 de novembro de 1693), morto na infância.
3. Príncipe de La Roche-sur-Yon (1 de dezembro de 1694 - 25 de abril de 1698), morto na infância.
4. Luís Armando II, Príncipe de Conti (10 de novembro de 1695 - 5 de abril de 1727), casou-se com Luísa Isabel de Bourbon, filha de Luís III, Príncipe de Condé, com descendência.
5. Luísa Adelaide de Bourbon (2 de novembro de 1696 - 20 de novembro de 1750), não se casou.
6. Mademoiselle d'Alais (19 de novembro de 1697 - 13 de agosto de 1699), morta na infância.
7. Luís Francisco de Bourbon, Conde de Alais (27 de julho de 1703 - 21 de janeiro de 1704), morto na infância.